# Schistura kangjupkhulensis
Schistura kangjupkhulensis är en fiskart som först beskrevs av Hora 1921.  Schistura kangjupkhulensis ingår i släktet Schistura och familjen grönlingsfiskar. IUCN kategoriserar arten globalt som starkt hotad. Inga underarter finns listade i Catalogue of Life.